# Dziura nad Zabijakiem II
Dziura nad Zabijakiem II – jaskinia w Dolinie Lejowej w Tatrach Zachodnich. Wejście do niej położone jest powyżej żlebu Zabijak, poniżej Suchego Wierchu, na wysokości 1325 metrów n.p.m. Długość jaskini wynosi 10 metrów, a jej deniwelacja 1 metr.

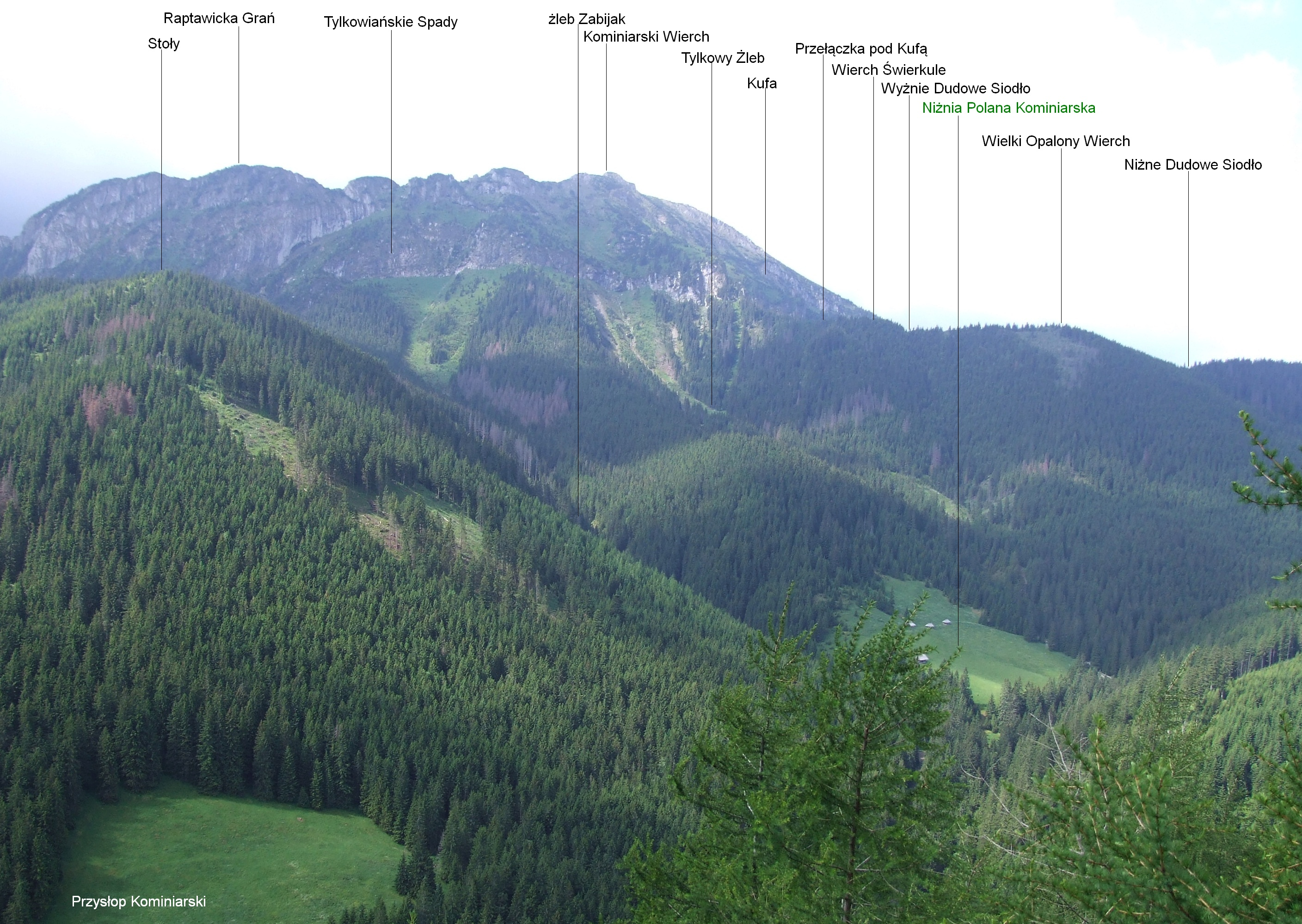
Otoczenie żlebu Zabijak

## Opis jaskini
Jaskinię stanowi 2-metrowej głębokości nisza, z której odchodzą dwa krótkie, szczelinowe korytarzyki. Dłuższy, 5-metrowy, prowadzi do góry, natomiast krótszy jest poziomy.

## Przyroda
W jaskini można spotkać nacieki grzybkowe. Ściany są wilgotne, brak jest na nich roślinności.

## Historia odkryć
Jaskinia była znana od dawna. Jej pierwszy plan i opis sporządziła  I. Luty przy w 2011 roku.